# Луи Жирар
Луи Доминик Жирар (на френски: Louis Dominique Girard) е френски хидроинженер, колега и приятел на Леон Фуко.
Той е значим преди всичко с работата си на импулсните (активните) турбини.